# Max Whitlock
Pour les articles homonymes, voir Whitlock.
Max Whitlock, né le 13 janvier 1993 à Hemel Hempstead, est un gymnaste britannique.

## Carrière
Max Whitlock remporte aux Jeux olympiques d'été de 2012 à Londres deux médailles de bronze : au cheval d'arçons et lors du concours général par équipes aux côtés de Daniel Purvis, Louis Smith, Kristian Thomas et Sam Oldham. La même année, il est champion d'Europe par équipes à Montpellier.
L'année suivante, il remporte son premier titre individuel aux Championnats d'Europe de Moscou, au sol. Toujours en 2013, il gagne sa première médaille aux Championnats du monde, l'argent au cheval d'arçons, et échoue aux pieds du podium pour le concours général individuel. Aux Championnats du monde de 2014, il remporte la médaille d'argent au concours général individuel, alors qu'il n'était que 14e lors des qualifications. La même année, il est champion d'Europe aux arçons.
Lors des Championnats du monde de 2015, il devient le premier Britannique à remporter un titre de champion du monde en s'imposant au cheval d'arçons. Il gagne aussi deux médailles d'argent lors des mêmes mondiaux, au sol et au concours général par équipes.
Lors des Jeux olympiques d'été de 2016, il remporte la médaille de bronze au concours général individuel, avant de remporter deux titres olympiques dans la même journée, au sol et au cheval d'arçons.

## Palmarès

### Jeux olympiques
- Londres 2012
  -  médaille de bronze au concours général par équipes
  -  médaille de bronze au cheval d'arçons

- Rio 2016
  -  médaille d'or au sol
  -  médaille d'or au cheval d'arçons
  -  médaille de bronze au concours général individuel

- Tokyo 2020(2021)
  -  médaille d'or au cheval d'arçons

### Championnats du monde
- Anvers 2013
  -  médaille d'argent au cheval d'arçons
  - 4e au concours général individuel

- Nanning 2014
  -  médaille d'argent au concours général individuel (14e en qualification)
  - 4e au concours général par équipes

- Glasgow 2015
  -  médaille d'or au cheval d'arçons
  -  médaille d'argent au concours général par équipes
  -  médaille d'argent au sol
  - 5e au concours général individuel

- Montreal 2017
  -  médaille d'or au cheval d'arçons

- Doha 2018
  -  médaille d'argent au cheval d'arçons
  - 5e au concours par équipes

- Stuttgart 2019
  -  médaille d'or au cheval d'arçons

### Championnats d'Europe
- Montpellier 2012
  -  médaille d'or par équipes
  - 6e au cheval d'arçons

- Moscou 2013
  -  médaille d'or au sol
  -  médaille d'argent au concours général individuel
  -  médaille de bronze au cheval d'arçons

- Sofia 2014
  -  médaille d'argent au concours général par équipes
  -  médaille d'or au cheval d'arçons
  - 5e au sol

- Glasgow 2018
  -  médaille d'argent au concours par équipes

- Szczecin 2019
  -  médaille d'or au cheval d'arçons